# Comuna Preobrajenka, Ceaplînka
Preobrajenka (în ucraineană Преображенка) este o comună în raionul Ceaplînka, regiunea Herson, Ucraina, formată din satele Jovtneve și Preobrajenka (reședința).

## Demografie
Componența lingvistică a comunei Preobrajenka
     Ucraineană (86,61%)
     Rusă (4,68%)
     Alte limbi (0,81%)
Conform recensământului din 2001, majoritatea populației comunei Preobrajenka era vorbitoare de ucraineană (86,61%), existând în minoritate și vorbitori de rusă (4,68%).